# Додень
Додень, Додені (рум. Dodeni) — село у повіті Нямц в Румунії. Адміністративно підпорядковане місту Біказ.
Село розташоване на відстані 276 км на північ від Бухареста, 21 км на захід від П'ятра-Нямца, 116 км на захід від Ясс, 146 км на північ від Брашова.

## Населення
За даними перепису населення 2002 року у селі проживали 2247 осіб.
Національний склад населення села:
| Національність | Кількість осіб | Відсоток |
| -------------- | -------------- | -------- |
| румуни         | 1944           | 86,5%    |
| цигани         | 287            | 12,8%    |
| угорці         | 12             | 0,5%     |

Рідною мовою назвали:
| Мова      | Кількість осіб | Відсоток |
| --------- | -------------- | -------- |
| румунська | 2064           | 91,9%    |
| циганська | 175            | 7,8%     |
| угорська  | 8              | 0,4%     |